# Campionato rumeno di calcio 1929-1930
Il Campionato Nazionale 1929-1930 è stata la 18ª edizione del campionato rumeno di calcio. La fase finale è stata disputata tra maggio e giugno 1930 e si concluse con la vittoria finale della Juventus București, al suo primo titolo.

## Formula
Le squadre vennero suddivise in gironi regionali, con le vincitrici ammesse alle finali nazionali disputate ad eliminazione diretta. Il numero dei gironi fu di undici, uno in meno (quello di Brașov) rispetto alla stagione precedente. Sei squadre disputarono un turno preliminare per entrare nel tabellone principale.

## Partecipanti
| Regione   | Squadra                        |
| Arad      | Gloria CFR Arad                |
| Bucarest  | Juventus București             |
| Cernăuți  | Dragoș Vodă Cernăuți           |
| Chișinău  | Mihai Viteazul Chișinău        |
| Cluj      | Universitatea Cluj             |
| Craiova   | Oltul Slatina                  |
| Galați    | Dacia Unirea Brăila            |
| Iași      | Concordia Iași                 |
| Oradea    | Stăruința Oradea               |
| Sibiu     | Societatea de Gimnastică Sibiu |
| Timișoara | RGM Timișoara                  |

## Fase finale

### Preliminare
Il turno preliminare per accedere al tabellone finale fu disputato l'11 maggio 1930.
| Squadra 1          | Risultato | Squadra 2               |
| ------------------ | --------- | ----------------------- |
| Oltul Slatina      | 0 - 1     | RGM Timișoara           |
| Universitatea Cluj | 4 - 0     | Stăruința Oradea        |
| Concordia Iași     | 2 - 4     | Mihai Viteazul Chișinău |

### Quarti di finale
Gli incontri vennero disputati tra il 18 e il 25 maggio 1930.
| Squadra 1            | Risultato | Squadra 2                      |
| -------------------- | --------- | ------------------------------ |
| Dragoș Vodă Cernăuți | 4 - 6     | Mihai Viteazul Chișinău        |
| Dacia Unirea Brăila  | 0 - 16    | Juventus București             |
| Universitatea Cluj   | 7 - 0     | Societatea de Gimnastică Sibiu |
| RGM Timișoara        | 0 - 1     | Gloria CFR Arad                |

### Semifinali
Gli incontri vennero disputati il 29 maggio e il 1º giugno 1930.
| Squadra 1          | Risultato | Squadra 2               |
| ------------------ | --------- | ----------------------- |
| Juventus București | 4 - 2     | Mihai Viteazul Chișinău |
| Gloria CFR Arad    | 3 - 0     | Universitatea Cluj      |

### Finale
La finale fu disputata l'8 giugno 1930.
| Squadra 1          | Risultato | Squadra 2       |
| ------------------ | --------- | --------------- |
| Juventus București | 3 - 0     | Gloria CFR Arad |

## Verdetti
- Juventus București Campione di Romania 1929-30.